# St. Georg (Frankfurt (Oder))
Die Sankt-Georg-Kirche ist eine evangelische Kirche in Frankfurt (Oder). Sie wurde als Ersatz für einen mittelalterlichen Vorgängerbau 1926–1928 errichtet und steht unter Denkmalschutz.

## Der mittelalterliche Vorgängerbau

Alte Georgenkirche um 1912

1312 wird ein Aussätzigenhaus (lateinisch domus leprosum) vor den Toren der Stadt Frankfurt (Oder) erwähnt, das Vorgänger des späteren Georgenhospitals war mit dem Heiligen Georg als Schutzpatron der Aussätzigen. Darum wird angenommen, dass die Sankt-Georg-Kirche im selben Zeitraum entstanden war. Die urkundliche Nennung steht im Zusammenhang mit einer Altarstiftung zu Ehren Maria Magdalenas. Diese wurde in der Forschung mit dem Kirchenpatrozinium gleichgesetzt. Wann sich das Georgenpatrozinium durchsetzte, ist unklar. Der ursprüngliche Standort der Kirche lag an der Mündung der Bergstraße in die heutige Berliner Straße.
1368 wurde die von Gewandschneidern gestiftete Kirche vom Bischof von Lebus bestätigt. Sie bildete jedoch keine eigenständige Pfarre, sondern war Teil des Hospitals, das von der Stadt bzw. Hospitalstiftungen betrieben wurde. Ein Kaplan der Marienkirche oder ein Mitglied der theologischen Fakultät der Universität übernahm die Seelsorge. Im 16. Jahrhundert wurde die Kirche mit der Kliestower Pfarre vereinigt. Um 1545 erfolgte ein Kirchenneubau aus einer Spende der Frankfurter Patrizierfamilie Wins/Winse. Während des Dreißigjährigen Kriegs wurde die Kirche 1631 und 1633 stark zerstört, unter anderem als der schwedische Feldmarschall Johan Banér versuchte, den Kirchturm zu sprengen. Dabei stürzte die Westhälfte des Kirchenschiffes ein. Erst 1653 wurde der Wiederaufbau in Angriff genommen, der bis 1656 abgeschlossen war. 1787 folgte die Erweiterung des einfachen Saalbaus durch breite Anbauten im Süden und Norden nach einem Entwurf Martin Friedrich Knoblauchs. 1816 wurde der Ende des 13. Jahrhunderts nördlich und südlich der Kirche angelegte Friedhof aufgelassen.
Am Ende des 19. Jahrhunderts war die Kirche für die Gemeinde zu klein und außerdem baufällig. Ein Baugutachten befürwortete 1899 einen Neubau. 1900 einigten sich der Gemeindekirchenrat und die baupflichtige Stadt auf einen Neubau in den nächsten zehn Jahren auf einem größeren Grundstück. Zunächst entstand 1908–1909 ein neues Gemeindehaus am heutigen Karl-Ritter-Platz 4 (ehemals Magazinplatz). 1912 beauftragte das Konsistorium den auf Kirchenbau und -restaurierung spezialisierten Architekten Georg Büttner mit einem Gutachten, das zwar einen Neubau an anderem Ort, jedoch die Erhaltung der bestehenden Kirche empfahl. Die Stadt verweigerte einen Neubau, so dass der zuständige Kirchenbaurat, Architekt Curt Steinberg 1913 zwei Erweiterungsvorschläge einreichte. Die Kirchengemeinde forderte eine finanzielle Ablösung des Patronats, um selbst bauen zu können. Der Beginn des Ersten Weltkriegs und die nachfolgende Wirtschaftskrise unterbrachen jedoch alle bauplanerischen Aktivitäten.
Am 1. Mai 1922 wurde die alte Kirche baupolizeilich gesperrt. Am 30. März und 16. April 1924 wandte sich die Gemeinde über die Oder-Zeitung an die Öffentlichkeit und forderte den seit Jahrzehnten zugesagten Bauplatz. Daraufhin bot die Stadt ein Grundstück an der Goepelstraße, außerhalb des bewohnten Einzugsbereich der Gemeinde und ein bewohntes Grundstück zwischen Luisen-, Sophien- und Taubenstraße an, für das die Gemeinde neue Wohnungen schaffen sollte. Am 2. September 1924 wurde der Sanierung und Erweiterung des bestehenden Baus zugestimmt, was jedoch an den Kosten scheiterte. Die Stadt wies einen Bauplatz für den Kirchneubau am heutigen Standort an der Bergstraße aus und verpflichtete sich Ende 1925 den Großteil der Baukosten zu übernehmen. Im Gegenzug sollte sie das beräumte Grundstück der alten Georgenkirche erhalten. Am 6. März 1926 vereinbarten die Kirchengemeinde St. Georg und die Stadt Frankfurt (Oder) vertraglich den Tausch des Grundstücks Berliner Straße mit der alten Kirche gegen das Grundstück an der Kreuzung Lennéstraße/Bergstraße.
Nachdem der preußische Minister für Wissenschaft, Kunst und Volksbildung Carl Heinrich Becker am 15. Mai 1926 die staatliche Abbruchgenehmigung erteilt hatte, wurde am 7. Juni 1926 begonnen, den Altbau ebenerdig abzureißen.
Vom aufgehenden Mauerwerk blieb ein Teil der südlichen Außenwand des barocken Erweiterungsbaus an der Grundstückseinfriedung erhalten.

## Der Neubau von 1928

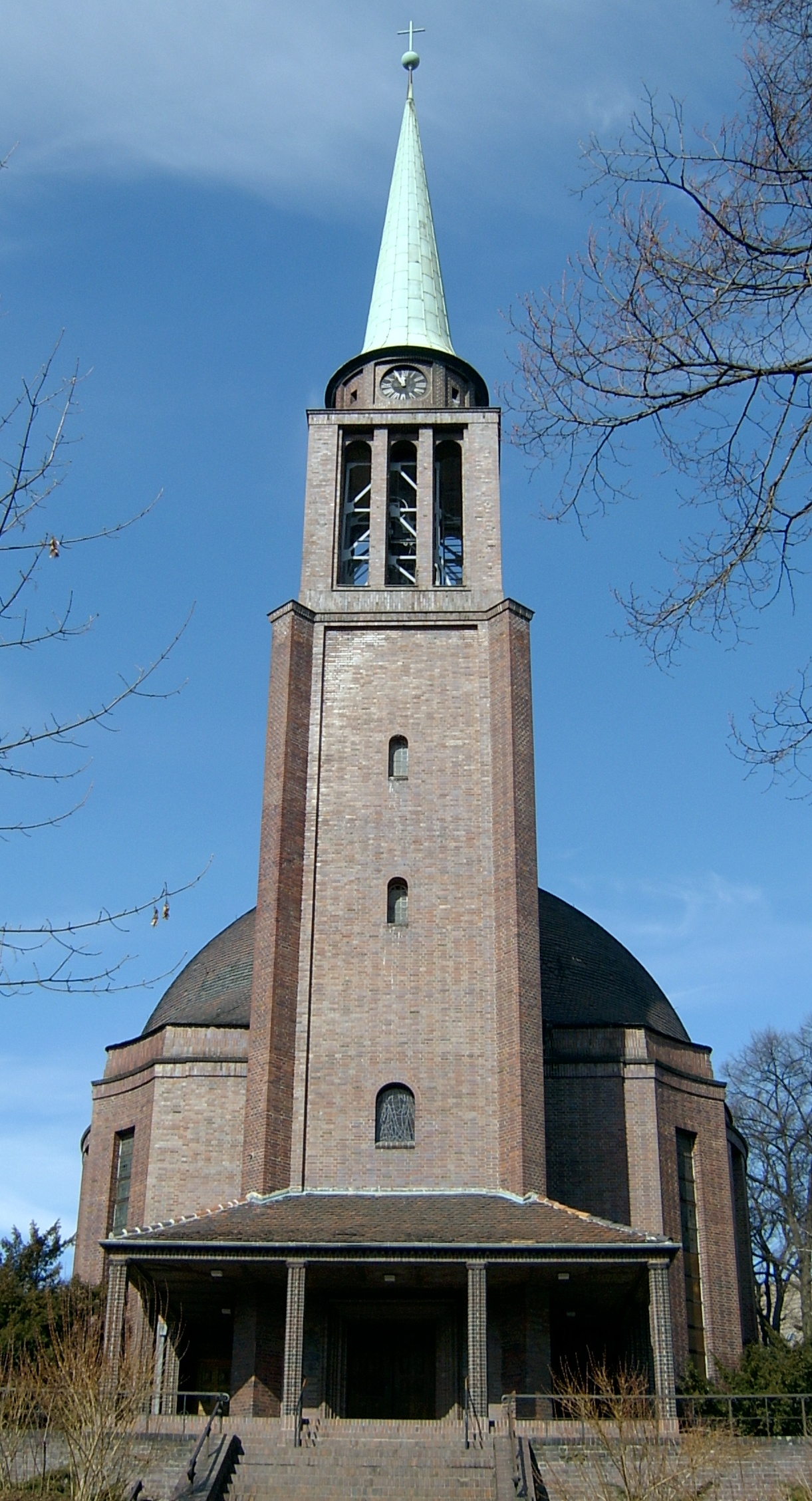
Neue Georgenkirche von 1928

Über einen Neubau wurde zwischen der evangelischen Kirchengemeinde und der Stadt Frankfurt (Oder) bis 1925 verhandelt. Die Stadt verpflichtete sich, den Großteil der Baukosten zu übernehmen. Am 5. September 1926 fand die Grundsteinlegung am neuen Standort an der Nordseite der Bergstraße statt. Die Lennéstraße begrenzt das nach Norden ansteigende Hanggrundstück im Westen. Die aus der Bauflucht zurückgesetzte, von Rasenflächen sowie Wacholder und Eiben umgebene Kirche steht höher als die umgebende Wohnhausbebauung.
Die Kirche wurde nach Entwürfen des Berliner Architekten Curt Steinberg erbaut. Die Ausführung des in Material und Firmenwahl sehr ambitionierten Baus übernahm das Frankfurter Unternehmen Friedrich Paulke. Als Verblendsteine wurden Klinker der Ilse-Bergbau A.G. gewählt. Die Eisenarmierarbeiten führte Karl Kühn und die Thyssen A.G., Berlin, aus. Die Mosaiken und Farbverglasungen übernahmen die renommierten Werkstätten Puhl & Wagner – Gottfried Heinersdorff aus Berlin. Die Kunstmalerarbeiten stammen von Robert Sandfort, Berlin, der zuvor an der Frankfurter Hindenburgschule tätig war.
Am 1. April 1928 erfolgte die Kirchweihe, noch im selben Jahr wurde die Orgel der Orgelbauwerkstatt Sauer eingebaut.
Vor der Sankt-Georg-Kirche erhebt sich auf einer Säule eine Skulptur des Drachentöters Georg. An diesem von Curt Steinberg und Paul Bronisch geschaffenen, am 28. Juni 1929 geweihten Gefallenen-Denkmal sind 168 Namen von im Ersten Weltkrieg gefallenen Mitglieder der Gemeinde eingraviert.
1990 erfolgte der Orgelneubau mit 27 Registern.
Mit ihren 600 bis 650 Besucherplätzen ist die Sankt-Georg-Kirche die größte Kirche der evangelischen Kirchengemeinde Frankfurt (Oder). Regelmäßig finden kirchliche wie auch andere Konzerte statt.

### Baubeschreibung
Die Kirche ist ein Zentralbau im expressionistischen Stil mit ausgeschiedenem Südturm. Im Gegensatz zu traditionellen Kirchen mit frontalem Gegenüber von Altar und Bankreihen, ist die Sankt-Georg-Kirche eine Rundkirche. Der Altar wird dabei von Bankreihen umschlossen. Die Kuppel misst 15 Meter im Durchmesser bei einer maximalen Innenhöhe von 18 Meter.
Der Stahlbetonbau der Kirche mit klarem Baukörper wirkt durch die Verblendung mit dunkelroten Klinkern in breiter Farbvarietät monumental. Trotzdem ist die Kirche nicht sehr groß. Das kuppelförmige, zum Wandanschluss ausschwingende Dach ist mit dunklen Biberschwanzziegeln gedeckt. Eine schlanke Spitze krönt die Kuppel. Der vorgestellte, schlanke Turm ist von einem offenen, als Wetterschutz dienenden Umgang auf schmalen Stützen umgeben. Der Turm mit seiner quadratischen Grundfläche selbst wird durch schmale Eckvorlagen gestützt. Drei schmale Fenster gliedern die Ost-, Süd- und Westseite des Turms. Große Schallöffnungen kennzeichnen das Glockengeschoss. Darüber liegt ein zylindrischer Abschnitt mit Uhren in alle vier Himmelsrichtungen. Den Abschluss bildet eine sich zunächst schwungvoll verjüngende spitzkeglige Turmspitze, die von einer Kugel und einem Kreuz gekrönt ist.
Den Innenraum mit rundem Grundriss umgibt eine äußere Wandschale. Dazwischen befinden sich vier Treppen als Zugänge zu den Emporen. An der Südseite ist die Empore zweigeschossig. An der Nordseite umgreift die Mauerschale die wie eine Apsis wirkende Sakristei. Diese ist bis zum Dachansatz geführt und wird durch drei Achsen mit einer Reihe rechteckiger und darüber zwei Reihen großer ovaler Öffnungen gegliedert. Die Ost- und die Westwand gliedern schmale, durch breite Stützen getrennte und durch flache Lisenen eingefasste Fenster mit halbkreisförmigem oberen Abschluss. Die Kuppel ruht auf acht paarig angeordneten, in der Art von Bündelpfeilern gestalteten, klinkerummantelten Stützen mit Eisenträgerkern. Das Kuppelgewölbe ist kassettiert, die Kassetten sind mittig mit variierenden vergoldeten Phantasieornamenten versehen. Im Zentrum der Kuppel befindet sich eine verglaste Lichtöffnung. Der Boden ist mit schwarzen und roten Fliesen belegt. Zwischen den Sitzreihen liegt Grätenparkett.

### Ausstattung
In der gewölbten Turmvorhalle hängt ein sechsarmiger Bronzekronleuchter mit Löwenkopf und wildem Mann aus dem 17. Jahrhundert. Die verglaste Windfangtür ist in ihren Feldern mit in das mattierte Glas eingeschliffenen, teils vergoldeten christlichen Symbolen verziert. Über der Tür steht Psalm 84,12 „Gott der Herr ist Sonne und Schild“. An der zweigeschossigen Empore an der Südseite befindet sich ein Fenster mit der Darstellung des auferstandenen Christus. Es wurde von der Familie des Kommerzienrates Fritz Steinbock zur Erinnerung an ihren verstorbenen Sohn Ulrich gestiftet. Der Kanzelaltar von 1927 wurde von Carl Schilling, Berlin aus Travertin gestaltet. Er ist von vier Säulen gestützt und mit Mosaiken geschmückt. Die Taufe von 1927 aus Klinker mit mosaikverziertem Taufbecken stammt von Meckelburger, Berlin. Die vier Glocken wurden 1926 bis 1928 in der Vereinigte Stahlwerke A.G., Bochumer Verein aus Gussstahl geschaffen.

## Pfarrer an der Kirche
- 1999–2008 Joachim Zehner